# Neu! 2
Albums de Neu!
Neu!
(1972) Neu! '75
(1975)
Neu! est le deuxième album du groupe de krautrock allemand Neu!, sorti en 1973.

## L'album
L'album publié en 1973  est réédité en 2001.

### Titres
Tous les titres sont de Klaus Dinger et Michael Rother. 
1. Für Immer (Forever) - 11:17
2. Spitzenqualität - 3:35
3. Gedenkminute (für A + K) - 2:06
4. Lila Engel (Lilac Angel) - 4:37
5. Neuschnee 78 - 2:32
6. Super 16 - 3:39
7. Neuschnee - 4:07
8. Cassetto - 1:48
9. Super 78 - 1:36
10. Hallo Excentrico! - 3:44
11. Super - 3:07

### Musiciens
- Michael Rother : guitare, claviers, voix
- Klaus Dinger : batterie, guitare, voix
- Konrad Plank : ingénieur, producteur